# Karl Schröder (Politiker, 1866)
Karl Schröder, auch: Carl (* 14. Februar 1866 in Rosenthal; † 11. Juli 1940 in Osterode am Harz) war ein deutscher Politiker (SPD).

## Leben
Schröder entstammte einer Arbeiterfamilie. Er absolvierte nach dem Volksschulabschluss eine Schuhmacherlehre und arbeitete bis 1902 in seinem erlernten Beruf. Danach war er als Lagerhalter bei den Konsumvereinen in Brandenburg an der Havel und Hersfeld tätig. Von 1911 bis 1933 arbeitete er als Genossenschaftsangestellter und Lagerhalter in Osterode, zuletzt als Verwalter eines Zentrallagers. Daneben war er von 1925 bis 1933 Geschäftsführer des Spar- und Bauvereins Osterode.
Schröder trat Ende des 19. Jahrhunderts in die SPD ein. Während der Novemberrevolution war er Mitglied des Arbeiter- und Soldatenrates in Osterode, wo er bis 1933 den Sozialdemokraten vorstand. Von 1919 bis 1933 war er Stadtverordneter in Osterode sowie Kreisausschussmitglied, Kreistagsmitglied und Kreisdeputierter des Landkreises Osterode. Im Februar 1921 wurde er als Abgeordneter in den Preußischen Landtag gewählt, dem er ohne Unterbrechung bis zum Ende der vierten Legislaturperiode 1933 angehörte. Im Parlament vertrat er den Wahlkreis 16 (Süd-Hannover).
Sein Sohn Kurt Schröder (1906–1964) war später Bundestagsabgeordneter und Oberkreisdirektor des Landkreises Osterode.